# Hrvoje Čale
Hrvoje Čale (Zagreb, 4. ožujka 1985.) je hrvatski nogometaš koji trenutačno igra za Inter-Zaprešić.
S 9 godina počeo trenirati u Dinamu. Podrijetlom je iz Gruda (BiH). Igra na poziciji lijevog bočnog.  Visok 181 cm, težak 75 kg. Debitirao u nacionalnoj vrsti 11. veljače 2009. na utakmici protiv Rumunjske. U 2015. je se pridružio Olimpiji iz Ljubljane.
Također je poznat kao vrstan hakler i igrač malog nogometa.